# Beechanakuppe, Shrirangapattana
Beechanakuppe là một làng thuộc tehsil Shrirangapattana, huyện Mandya, bang Karnataka, Ấn Độ.